# Ürünlü, Mazıdağı
Ürünlü là một xã thuộc huyện Mazıdağı, tỉnh Mardin, Thổ Nhĩ Kỳ. Dân số thời điểm năm 2010 là 325 người.